# Rafał Piech
Rafał Marian Piech (ur. 11 lipca 1980 w Siemianowicach Śląskich) – polski samorządowiec, od 2014 prezydent Siemianowic Śląskich.

## Życiorys
Absolwent studiów menedżerskich MBA Executive w Akademii WSB oraz Wyższej Szkoły Zarządzania Marketingowego i Języków Obcych w Katowicach. Pracę zawodową rozpoczął w 2001 roku od etatu kontrolera międzyoperacyjnego w Hucie Jedność. Następnie pracował w Miejskim Przedsiębiorstwie Gospodarki Komunalnej w Katowicach, poczynając od stanowiska zamiatacza. W ciągu kolejnych lat awansował na stanowiska kierownika zespołu, mistrza zmianowego, aż do funkcji kierownika ds. gospodarki magazynowej i stacji paliw. Działania społeczno-samorządowe rozpoczął od zaangażowania się w akcje na rzecz dzieci z najbiedniejszych siemianowickich rodzin, współorganizując dla nich lokalne spotkania świąteczne.
Początkowo działał w Platformie Obywatelskiej, z jej listy w 2006 kandydował do rady miejskiej. Z listy Stowarzyszenia Mieszkańców Siemianowic w 2010 został radnym VI kadencji samorządowej. W latach 2010–2014 był członkiem Komisji Rozwoju Miasta i Inwestycji. W wyborach w 2014 jako kandydat niezależny ubiegał się o prezydenturę Siemianowic Śląskich, wygrywając w drugiej turze głosowania z wynikiem blisko 65,5% głosów i pokonując w niej dotychczas zarządzającego miastem Jacka Guzego.
W 2018 z powodzeniem ubiegał się o reelekcję, ponownie z ramienia komitetu Stowarzyszenia Mieszkańców Siemianowic, zwyciężając w pierwszej turze wyborów, uzyskując poparcie 83,6% głosujących, co było drugim najlepszym wynikiem wśród kandydatów na prezydentów miast na prawach powiatu w Polsce. Również w 2018 został wybrany do zarządu Związku Gmin i Powiatów Subregionu Centralnego Województwa Śląskiego. Wszedł w skład rad nadzorczych Agencji Rozwoju Lokalnego w Częstochowie oraz Rejonowego Przedsiębiorstwa Wodociągów i Kanalizacji w Zawierciu.
W 2021 stanął na czele ruchu społecznego Polska Jest Jedna, sprzeciwiającego się m.in. obowiązkowym szczepieniom przeciw COVID-19 i tzw. „segregacji sanitarnej” podczas pandemii COVID-19. W lutym 2023 została zarejestrowana partia polityczna o tej nazwie, której został przewodniczącym. Powstały jej struktury lokalne i koordynatorzy w całej Polsce. W wyborach parlamentarnych w 2023, w których PJJ zarejestrowała jeden z siedmiu tzw. komitetów ogólnopolskich, Rafał Piech otworzył listę do Sejmu w okręgu nowosądeckim. W wyborach do Sejmu partia uzyskała 1,63% (zajmując 7. miejsce) i nie przekroczyła 5%-owego progu wyborczego. Spośród jej kandydatów do Senatu jeden zajął przedostatnie, a pozostali ostatnie miejsca w okręgach.
26 stycznia 2024 razem z publicystami i dziennikarzami Witoldem Gadowskim i Wojciechem Sumlińskim powołał stowarzyszenie Ruch Obrony Polaków. W kwietniu tego samego roku w wyborach samorządowych, startując z własnego komitetu, z powodzeniem ubiegał się o reelekcję na trzecią kadencję na funkcji prezydenta Siemianowic Śląskich. W pierwszej turze uzyskał 28,02% głosów, co dało mu awans do drugiej tury wyborów, w której zdobył 52,87% głosów i tym samym pokonał kandydującą z ramienia KO Annę Zasadę-Chorab. W listopadzie tego samego roku kierowana przez niego partia Polska Jest Jedna została wyrejestrowana, kontynuując działalność jako stowarzyszenie Panem Jest Jezus, na czele którego także stanął. Jednocześnie Rafał Piech zapowiedział odwołanie od decyzji sądu o wyrejestrowaniu partii.
Jest zwolennikiem ustanowienia Jezusa Chrystusa królem Polski przez Kościół katolicki i polski parlament. Co roku od 2021 uczestniczy w warszawskim Kongresie dla Społecznego Panowania Chrystusa Króla.

## Życie prywatne
Pochodzi z rodziny od wielu pokoleń związanej z Siemianowicami Śląskimi. Od 2001 żonaty z Joanną, ma trójkę dzieci.

## Odznaczenia i nagrody
W 2017 otrzymał brązowy Medal „Za Zasługi dla Pożarnictwa”.
W rankingu dziennika „Gazeta Prawna” Perła Samorządu 2018 dostał wyróżnienie jako włodarz gminy miejskiej do 100 tys. mieszkańców.